# Joe Mauer
Joseph Patrick Mauer (ur. 19 kwietnia 1983) – amerykański baseballista, który występował na pozycji łapacza i pierwszobazowego.

## Przebieg kariery
Mauer został wybrany z numerem 1 w pierwszej rundzie draftu 2001 roku przez Minnesota Twins. Trzy lata później 5 kwietnia 2004 roku zadebiutował w Major League Baseball w meczu przeciwko Cleveland Indians. W tym samym sezonie odniósł kontuzję kolana, a podczas rehabilitacji występował w klubie farmerskim Twins – Rochester Red Wings. W 2006 roku został pierwszym w historii American League łapaczem, który zwyciężył w klasyfikacji średniej uderzeń (0,347). W tym samym sezonie wystąpił po raz pierwszy w Meczu Gwiazd MLB. W 2008 roku ponownie był najlepszy w klasyfikacji średniej uderzeń (0,328).
W 2009 roku zwyciężył w trzech klasyfikacjach w jednym sezonie w American League: średniej uderzeń (0,365), slugging percentage (0,578) oraz on–base percentage (0,444); przed nim dokonał tego George Brett w 1980 roku. W tym samym sezonie został wybrany MVP American League.
21 marca 2010 roku podpisał ośmioletni kontrakt wart 184 miliony dolarów. Pod koniec 2010 roku przeszedł operację kolana, w wyniku której opuścił początek sezonu 2011. Podczas rehabilitacji występował w klubie farmerskim Twins Fort Myers Miracle. W lutym 2013 został powołany do składu reprezentacji Stanów Zjednoczonych na turniej World Baseball Classic.
9 listopada 2018 ogłosił zakończenie kariery zawodniczej. 15 czerwca 2019 numer 7, z którym występował, został zastrzeżony przez klub Minnesota Twins.

## Nagrody i wyróżnienia
| Nagroda/wyróżnienie         | Lata                               | Źródło |
| MVP American League         | 2009                               | [ 4 ]  |
| 6× All-Star                 | 2006, 2008, 2009, 2010, 2012, 2013 | [ 3 ]  |
| 3× Gold Glove Award         | 2008, 2009, 2010                   | [ 11 ] |
| 5× Silver Slugger Award     | 2006, 2008, 2009, 2010, 2013       | [ 12 ] |
| # 7 zastrzeżony przez Twins | 2019                               | [ 10 ] |